# Suite!
Albums de Roberto Magris
Sun Stone
(2019) A Step Into Light
(2020)
Suite! est un double album du pianiste de jazz Roberto Magris sorti sur le label JMood en 2019 et présentant des performances de Magris avec son groupe de Chicago,,,.

## Réception critique
La critique de All About Jazz de Dan McClenaghan a décerné à l'album 4½ étoiles et déclare : 

« L'avis rapide sur Suite! : L'enregistrement le plus ambitieux de la discographie de Magris, son magnum opus. De nombreux albums doubles présentent l'artiste atteignant un sommet d'expression. Pour Roberto Magris, Suite! fait exactement cela, car le pianiste / chef d'orchestre fait un pas dans la direction de la conscience sociale et de la spiritualité avec un groupe de tueur. »

La critique de All About Jazz de Edward Blanco a décerné à l'album 4½ étoiles et déclare : 

« Suite!  est bien plus qu'un excellent enregistrement de jazz, c'est une collection de merveilleuses musiques utiles pour transmettre et répandre un peu de paix, d'amour et de bonheur, nécessaires maintenant, plus que jamais. Où et quand avons-nous entendu cela auparavant? »

La critique de All About Jazz de Karl Ackermann a décerné à l'album 4 étoiles et déclare : 

« Suite!  est le meilleur travail de Magris à ce jour et devrait plaire à un large public de jazz. »

## Titres
| 1. | In the Wake of Poseidon       | Aubree Collins/Robert Fripp | 8:19  |
| 2. | Sunset Breeze                 | Roberto Magris              | 10:36 |
| 3. | A Message for a World to Come | Roberto Magris              | 16:30 |
| 4. | Too Young to Go Steady        | Jimmy McHugh                | 7:42  |
| 5. | Suite!                        | Roberto Magris              | 8:09  |
| 6. | Circles of Existence          | Roberto Magris              | 10:56 |

| 1.  | (End) of a Summertime            | George Gershwin               | 3:03 |
| 2.  | Perfect Peace                    | Aubree Collins/Roberto Magris | 7:10 |
| 3.  | (You’re My Everything) Yes I Am! | Roberto Magris                | 4:29 |
| 4.  | Love Creation                    | Roberto Magris                | 2:03 |
| 5.  | One with the Sun                 | Jerry Martini                 | 5:35 |
| 6.  | Never Let Me Go                  | Livingston/Evans              | 5:20 |
| 7.  | Chicago Nights                   | Roberto Magris                | 6:42 |
| 8.  | The Island of Nowhere            | Aubree Collins/Roberto Magris | 7:05 |
| 9.  | Imagine                          | John Lennon                   | 4:15 |
| 10. | Audio Notebook                   |                               | 4:05 |

## Musiciens
- Eric Jacobson - trompette
- Mark Colby - saxophone ténor
- Roberto Magris - piano acoustique, Fender Rhodes
- Eric Hochberg - contrebasse
- Greg Artry - batterie
- PJ Aubree Collins – Spoken word, chant